# Paralimnus tenebrosus
Paralimnus tenebrosus är en insektsart som beskrevs av Dubovsky 1970. Paralimnus tenebrosus ingår i släktet Paralimnus och familjen dvärgstritar. Inga underarter finns listade i Catalogue of Life.